# 邓传明
鄧傳明（1961年2月—2020年5月27日），男，漢族，湖北荊州人，中華人民共和國政治人物，哈爾濱工程大學技術經濟專業畢業，研究生學歷，法學博士。

## 生平
1977年9月參加工作，1983年8月加入中國共產黨。歷任海南省證券管理辦公室、海南省海口市農業綜合開發區管委會、海南省海口市國有資產監督管理委員會等單位。2015年9月，成為海南省人民政府金融工作辦公室主任。2018年，海南省人民政府地方金融監督管理局成立，並加掛省金融工作辦公室的牌子，他也被任命為省地方金融監督管理局黨組成員、副局長。2019年12月，獲選為省地方金融監督管理局黨一級巡視員兼局機關黨委書記。2020年5月27日，因突發疾病醫治無效去世，享年59歲。